# Ba’amra
Ba’amra (arab. بعمرة) – wieś w Syrii, w muhafazie Hama. W 2004 roku liczyła 508 mieszkańców.